# 356 mm/52 морско оръдие
356 mm/52 морско оръдие е руско корабно оръдие с калибър 356 mm. Разработено е от Обуховския завод. Прието на въоръжение Руския императорски флот през 1913 г. Тези оръдия са предназначени за основно въоръжение на линейните крайцери от типа „Измаил“, но нито един от четирите заложени кораба не е достроен.

## Производство
Произвежда се от Обуховския завод и британската компания „Викерс“, която произвежда първата партия оръдия. Всичко флотът получава 11 оръдия: 10 от Великобритания и едно от Обуховския завод.
Първоначално Морското ведомство планира да поръча 76 356/52-мм оръдия, от тях 48 за поставяне на крайцерите, 24 – резервни за крайцерите и 4 – за морския полигон. 36 оръдия са поръчани на „Викерс“ в Англия и 40 на ОСЗ.
356/52-мм оръдия за МА не следва да се бъркат с 356/52 оръдия на Сухопътното ведомство (СА). В периода 1912 – 1914 г. ГАУ поръчва на ОСЗ 17 356/52-мм оръдия СА, отличаващи се от морските с по-голямо тегло и по-голям обем на камерата. До октомври 1917 г. от Англия доставят не по-малко от 10 356/52-мм оръдия, а ОСЗ не предава нито едно. Полигонните изпитания на 356/52-мм оръдия преминават през 1917 г. на специален полигонен лафет Дурлахер. През 1922 г. в ОСЗ се съхраняват 8 готови оръдия на „Викерс“ и 7 недонаправени оръдия на ОСЗ, готовността на 4 от тях съставлява 60%.
Поръчката за първите четири куполни установки за „Измаил“ са дадени на Металическия завод през 1913 г. Работите по кулите са напълно прекратени от завода на 16 август 1917 г., без да е предадена нито една кула или поне легло. Устройството на 356/52-мм кули е близко до това на 305/52-мм кули. Интересна новост става това, че основните електродвигатели за кулите трябва да работят на променлив ток (трифазен), а не на постоянен ток, както е на всички кораби от дореволюционния флот.

## Експлоатация
В началото на 1930-те години шест оръдия са поставени на железопътните транспортьори ТМ-1-14, предназначени за бреговата артилерия. Транспортьорите ТМ-1-14 са снети от въоръжение през 1952 г.

## Свръхдалекобойните оръдия
През 1918 г. се създава Косартоп (Комисия за особени артилерийски опитни системи), в която влизат най-добрите специалисти в областта на артилерията – Н. Ф. Дроздов, И. П. Граве, В. М. Трофимов, Ф. Ф. Лендер и др. Най-важната задача на Косартоп е разработката на системи за свръхдалечна стрелба. Да се създават принципно нови артсистеми по онова време е нереално, за това е решено да се създаде принципно нов свръхдалекобоен снаряд за 356/52-мм оръдия. Снарядът е наречен „комбиниран“, по-късно такива снаряди започват да се именуват подкалибрени. Снарядът се състои от шаси и „активен“ снаряд. Теглото на цялата конструкция е 236 кг, а на активния снаряд калибър 203 мм – 110 кг.
През юни 1924 г. при стрелба с 203-мм активен снаряд с тегло 110 кг при скорост 1250 м/с е получена максимална далечина на стрелбата от 48,5 км. В хода на тези стрелби е отбелязано голямото разсейване по точност и далечина вследствие на това, че извивката на нарезите на щатното 356/52-мм оръдие от 30 клб не осигурява правилен полет на снарядите.
Във връзка с това е решено да се разпробие ствола на 356/52-мм оръдие до 368 мм с по-извита нарезка.
Разпробиването на ствола на 368-мм оръдие № 1 е направен през 1934 г. в завод „Болшевик“. В началото на декември 1934 г. започват изпитанията на оръдие № 1, които са неуспешни поради качеството на снарядите. На изпитанията е получена скорост от 1254 – 1265 м/с. При стрелбата от 2 август 1935 г. е получена средна далечина от 88720 м при ъгъл около 50°. В края на 1935 г. са проведени стрелби със снаряди с поясни шасита, до далечина на стрелбата от 97 270 м при ъгъл +42°.
По това време е завършено преправянето на второто 356-мм оръдие до 368-мм. През март 1937 г. са съставени таблиците за стрелба от 368-мм оръдия. 368-мм стволове се предполага да бъдат поставени на железопътните транспортьори ТМ-1-14, обаче тези планове не са реализирани.

## Бойна употреба
В състава на батарея № 11 оръдия 356-мм/52 участват в отбраната на Ленинград в периода 1941 – 1942 г.
Освен трите железопътни установки на 11-та батарея по противника води огън още едно 14" оръдие, първоначално предназначено за въоръжение на „Измаилите“. Това е оръдието от опитната установка на Морския полигон, на което през 20 – 30-те години се провеждат опити по усъвършенстването на артилерийската техника. С началото на войната то заедно с едно 16"/50 и две 12"/52 установки от полигона е обединено в тежка артилерийска батарея, която води ефективен огън по обсаждащия града враг. Така е затворен следния кръг – оръдията на „Измаил“ все пак успяват да внесат своя принос в борбата с противника, против който те са създавани от самото начало. И те действат, макар и на сушата, но все пак формално в състава на морски части.

## Боеприпаси за 356-мм/52 морско оръдие
| Бронебоен снаряд образец 1911 г. | 747,8 | 747,8 | 3,9  | 20,38 | 2,7  | ?     | ?                   |
| Фугасен снаряд образец 1913 г.   | 747,8 | 747,8 | 4,75 | 81,9  | 10,9 | 731,5 | 23 241/25 31 020/50 |
| Фугасен образец 1928 г.          | 512,5 | 512,5 | 5,0  | 88,2  | 17,2 | 980   | 34 860/25 52 858/50 |